# Айёган (приток Куновата)
Айёган (устар. Ай-Юган) — река в Шурышкарском районе Ямало-Ненецкого АО. Устье реки находится в 193 км по правому берегу реки Куноват. Образуется слиянием Ун-Нюрымшомаёгана справа и Ай-Нюрымшомаёгана слева, длина реки составляет 48 км, площадь водосборного бассейна 933 км². Значительные притоки: Ай-Ёганъёгарт и Каланетайсоим — левые и Вонтынгсоим правый.

## Данные водного реестра
По данным государственного водного реестра России относится к Нижнеобскому бассейновому округу, водохозяйственный участок реки — Обь от впадения реки Северная Сосьва до города Салехард, речной подбассейн реки — бассейны притоков Оби ниже впадения Северной Сосьвы. Речной бассейн реки — (Нижняя) Обь от впадения Иртыша.
Код объекта в государственном водном реестре — 15020300112115300022874.